# 제주외국어고등학교
제주외국어고등학교(濟州外國語高等學校)는 대한민국 제주특별자치도 제주시 애월읍 고성리에 있는 공립 외국어고등학교이다.

## 학교 연혁
- 2003년 1월 29일 : 제주외국어고등학교 설립계획 제주도교육위원회 심의ㆍ의결
- 2003년 5월 19일 : 자율학교 지정에 따른 학교헌장 제정(개교기념일)
- 2004년 3월 1일 : 제1대 교장 송문조 선생 부임
- 2004년 3월 5일 : 제1회 입학식 (4개학과 100명 입학)
- 2011년 12월 2일 : 한국유네스코 협동학교 선정
- 2012년 3월 1일 : 교육과학기술부 주관 창의인성모델 학교 운영(~2014. 2. 28.)
- 2025년 1월 8일 : 제19회 졸업식 (91명 졸업, 총 1,755명)
- 2025년 3월 4일 : 제22회 입학식 (101명)
- 2025년 3월 4일 : 제10대 교장 고영실 선생 부임

## 설치 학과
- 영어과
- 중국어과
- 일본어과
- 스페인어과

## 참고 자료
- 제주외국어고등학교 - 한국교육학술정보원 학교알리미